# 莫斯科中央陆军足球俱乐部
莫斯科中央陸軍職業足球會（俄语：Профессиональный футбольный клуб ЦСКА Москва）是一家位於俄罗斯莫斯科的体育运动俱乐部莫斯科中央陆军体育俱乐部的一个组成部分。

## 球會歷史
正式而言，莫斯科中央陸軍並不是軍方中央陸軍體育會的一部份，但俄羅斯國防部作為中央陸軍的大股東之一，中央體育會也會將球會定入會中名下(參見CSKA Moscow （页面存档备份，存于）)。
它曾经赢得了7次苏联联赛冠军（1946年、1947年、1948年、1950年、1951年、1970年、1991年），5次苏联杯赛冠军（1945年、1948年、1951年、1955年、1991年），赢得俄罗斯杯赛冠军于2002年、2005年及2006年，赢得俄羅斯足球超級聯賽冠军于2003年、2005年及2006年，亚军于2002年和2004年，还有就是2004年、2006年、2007获得了俄罗斯超级杯。
最近幾年，俱乐部的主要财政来源便是俄罗斯首富翁，亿万富翁罗曼·阿布拉莫维奇所掌控的西伯利亚石油公司所支付的赞助费，在2005年度，甚至一度达到了1000万美元一年，这样的赞助费即使放在欧洲豪门俱乐部也能排在前几位，但他并不是中央陆军队的直接拥有者，因为同时，他还拥有曾获英格兰超级联赛冠军的，而根据欧洲足联的相关规定，当同一个老板所拥有的多支不同的队伍，仅允许其中一支参加欧洲锦杯赛事。
莫斯科中央陆军最重要的辉煌战绩是在2005年歐洲足協盃决赛赛场上一举击败葡萄牙的从而捧得了冠军，这也是俄罗斯足球俱乐部历史上第一次获得欧洲赛事的冠军。

## 近况
因为获得了06赛季俄罗斯足球超级联赛冠军，从而直接入围了07-08赛季欧洲冠军杯正赛阶段小组赛，同组的对手是国际米兰、埃因霍温和费内巴切。
莫斯科中央陸軍於2010年已從盧日尼基體育場移師至它們的新球場。
在2010年3月16日，中央陸軍在加時賽憑日本球員本田圭佑以3比2擊敗西維爾後晉身該屆歐聯的半準決賽。但欠運地在八強賽中遇着上季意大利盟主國際米蘭，以總回合2比1淘汰出局。
2013年10月23日，因為球迷種族歧視亞亞·圖雷，當時他向裁判抗議但裁判不理，最終該俱樂部被罰5萬歐元及關閉部分主場。
2014年10月，歐洲足總（UEFA）下令該隊踢2場無觀眾比賽，原因是該隊球迷以種族歧視語彙謾罵對手的黑人球員，間接使該隊在歐冠小組賽就出局。

## 暱稱

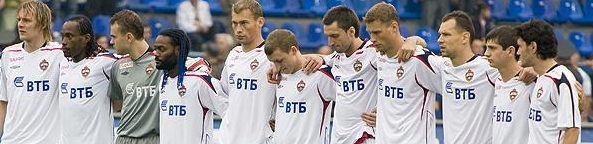
莫斯科中央陸軍攝於2008年。

起初，中央陸軍被稱為馬房，這大概是因為他們首個訓練基地的建築物設置於從前是蘇波夫親王的馬房當中。 此稱被認為具冒犯性，後來中央陸軍被轉稱為群馬，時至現在此稱號已成為了球員和球迷廣泛使用的名稱，隨之也出現了如男子軍（俄语：армейцы）及紅藍軍團（俄语：красно-синие）等昵稱。

## 榮譽
- 歐洲足協盃：1
  - 2005

- 俄羅斯足球超級聯賽：6
  - 2003, 2005, 2006, 2013, 2014, 2016

- 俄羅斯盃：8
  - 2002, 2005, 2006, 2008, 2009, 2011, 2013, 2023

- 俄羅斯超級盃：8
  - 2004, 2006, 2007, 2009, 2013, 2014, 2018, 2025

- 蘇聯足球超級聯賽：7
  - 1946, 1947, 1948, 1950, 1951, 1970, 1991

- 蘇聯盃：5
  - 1945, 1948, 1951, 1955, 1991

## 當前陣容
以俄超官方网站 （页面存档备份，存于）作為根據（最後更新：22 February 2024）
註釋：國旗表示球員在國際足聯資格規則定義的國家隊。球員可能擁有一個以上非國際足聯國籍。
| 號碼 |              | 位置 | 球員                      |
| ---- | ------------ | ---- | ------------------------- |
| 2    | 巴西         | 后卫 | 凯尔文·奥利维拉           |
| 4    | 巴西         | 后卫 | 威廉·罗沙                 |
| 5    | 塞尔维亚     | 中场 | 萨沙·兹杰拉尔             |
| 6    | 俄罗斯       | 中场 | 马克西姆·穆欣             |
| 7    | 智利         | 前锋 | 比克托·达维拉             |
| 9    | 俄罗斯       | 前锋 | 费奥多尔·查罗夫           |
| 10   | 俄罗斯       | 中场 | 伊万·奥布利亚科夫         |
| 11   | 俄罗斯       | 前锋 | 塔梅尔兰·穆萨耶夫         |
| 14   | 俄罗斯       | 后卫 | 基里尔·纳巴布金（副队长） |
| 17   | 俄罗斯       | 中场 | 基里尔·格列博夫           |
| 19   | 阿尔及利亚   | 中场 | Sid Ahmed Aissaoui        |
| 21   | 乌兹别克斯坦 | 中场 | 阿博斯别克·法伊祖拉耶夫   |

| 號碼 |          | 位置 | 球員                      |
| ---- | -------- | ---- | ------------------------- |
| 22   | 塞尔维亚 | 后卫 | 米兰·加伊奇               |
| 27   | 巴西     | 后卫 | 莫伊塞斯·罗伯托           |
| 31   | 俄罗斯   | 中场 | 马特维·基斯利亚克         |
| 35   | 俄罗斯   | 门将 | 伊戈尔·阿金费耶夫（队长） |
| 49   | 俄罗斯   | 门将 | 弗拉季斯拉夫·托罗普       |
| 68   | 俄罗斯   | 后卫 | 米哈伊尔·里亚德诺         |
| 77   | 俄罗斯   | 后卫 | 伊利亚·阿加波夫           |
| 78   | 俄罗斯   | 后卫 | 伊戈尔·季韦耶夫           |
| 86   | 俄罗斯   | 门将 | 弗拉基米尔·沙伊胡季诺夫   |
| 88   | 智利     | 中场 | 比克托·门德斯             |
| 90   | 俄罗斯   | 后卫 | 马特维·卢金               |
| 91   | 俄罗斯   | 前锋 | 安东·扎博洛特内           |

### 借出球員
註釋：國旗表示球員在國際足聯資格規則定義的國家隊。球員可能擁有一個以上非國際足聯國籍。
| 號碼 |  | 位置 | 球員 |
| ---- |  | ---- | ---- |

## 预备队
註釋：國旗表示球員在國際足聯資格規則定義的國家隊。球員可能擁有一個以上非國際足聯國籍。
| 號碼 |  | 位置 | 球員 |
| ---- |  | ---- | ---- |